# Premium Steel and Mines Limited
Premium Steel & Mines Ltd. — сталелитейная компания Нигерии. Управляет крупнейшим среди действующих предприятий чёрной металлургии в Нигерии – металлургическим заводом в Аладже, юго-западнее порта Варри, на противоположном берегу реки Варри, в районе местного управления Уду в штате Дельта на юге Нигерии. Завод является единственным действующим металлургическим комбинатом полного цикла в стране. Построен в 1981 году. Завод работает по технологии прямого восстановления железа природным газом из импортного агломерата с последующим производством металлизированных окатышей и выплавкой стали в электропечах. Проектная мощность завода составляет 1 млн. т стали в год.
По прогнозам нигерийских и зарубежных специалистов, к концу XX века потребность Нигерии в стали должна была достигнуть 6 млн т в год. Правительство Нигерии считало делом первостепенной важности создание национальной металлургии. Для координации прилагаемых в этом направлении усилий было учреждено особое министерство развития металлургической промышленности. План предусматривал создание пяти предприятий — в Аладже, Джосе, Кацине, Ошогбо и Аджаокуте.
В 1979 году была основана компания Delta Steel Company Plc (DSC) («Дельта», «Дельта стил»).
Завод в Аладже был сдан в эксплуатацию в январе 1982 года с участием западногерманских и австрийских фирм. До этого времени на африканском континенте давало продукцию только небольшое предприятие (150 тыс. т стали в год) фирмы «Дансуорт стил» (Dunswart Iron and Steel Works Ltd., ныне — часть ArcelorMittal), построенное в городе Бенони в ЮАР.
На обогатительной фабрике месторождения Итакпе-Хилл близ Окене в штате Коги планировался выпуск 65%-ного и 68%-ного концентрата соответственно для заводов в Аджаокуте и Аладже. При строительстве в 1982—1986 гг. было добыто и складировано около 350 тыс. т руды.
В конце 1982 — начале 1983 года с участием иностранных фирм в Джосе, Кацине и Ошогбо были построены три сталепрокатных завода мощностью 210 тыс. т каждый по производству стальной проволоки и арматуры. Исходное сырье для этих предприятий — стальные заготовки с металлургического завода в Аладже, которые по воде, автотранспортом и по железной дороге доставлялись на эти заводы. По состоянию на 2018 год, эти предприятия не работают.
Проектная мощность завода 1 млн. т стали в год в виде проволоки, слитков и заготовок. Завод никогда не достигал проектной мощности. В 1983 году производство достигло максимума и составило 500 тысяч т стали в год.
Инфраструктура завода включала город металлургов, школы, футбольную команду и больницу.
Завод изначально был спроектирован с целью развития обрабатывающей промышленности Нигерии. На заводе был участок, который выпускал тормозные диски, барабаны и другие детали для Peugeot Automobiles Nigeria (PAN).
2-я очередь завода по производству листа для производства деталей кузовов автомобилей, таких как капоты, автомобильные двери, крыши и кабины, не была построена. Землю под строительство 2-й очереди вернули району местного самоуправления.
По состоянию на 2013 год из-за проблем с поставками сырья и топлива, а также неумелого менеджмента и других причин среднегодовые объёмы производства составляли около 100 тыс. т. стали в год.
В апреле 2015 года была создана компания Premium Steel and Mines Limited — консорциум частных индийских инвесторов. Правительство Нигерии передало ей завод Delta Steel Company Plc (DSC) в рамках программы приватизации, чтобы оживить его и наладить производство стали. По состоянию на 2018 год Нигерия ежегодно тратит 887 млрд найра (около 4,5 млрд долларов США) на импорт 25 млн т стали и алюминия. Инвесторы планировали вложить 370 млрд найра, 70 млрд найра на первом этапе, 300 млрд найра впоследствии. 10% акций получил район местного самоуправления.
2 марта 2018 года при участии губернатора штата Ифеани Окова завод был вновь введён в эксплуатацию после нескольких лет бездействия. Руководитель компании Прасната Мишра (Prasnata Mishra) заявил о создании более 5 тысяч рабочих мест. Завод был переоборудован инвесторами. Компания Premium Steel & Mines Ltd. заменила систему автоматизации и вспомогательное оборудование комплекса прокатного стана, построенного австро-германским консорциумом. Планируется, что введённая в эксплуатацию 1-я очередь завода обеспечит около 50% потребности Нигерии в длинномерном прокате, которые обеспечивались в основном за счёт импорта. Мощность завода после технического перевооружения составляет по оценкам около 1,2 млн. т стали в год.